# Municipio de Franklin (condado de Fillmore)
El municipio de Franklin (en inglés: Franklin Township) es un municipio ubicado en el condado de Fillmore en el estado estadounidense de Nebraska. En el año 2010 tenía una población de 211 habitantes y una densidad poblacional de 2,26 personas por km².

## Geografía
El municipio de Franklin se encuentra ubicado en las coordenadas 40°23′19″N 97°25′33″O / 40.38861, -97.42583. Según la Oficina del Censo de los Estados Unidos, el municipio tiene una superficie total de 93.33 km², de la cual 93,1 km² corresponden a tierra firme y (0,24 %) 0,22 km² es agua.

## Demografía
Según el censo de 2010, había 211 personas residiendo en el municipio de Franklin. La densidad de población era de 2,26 hab./km². De los 211 habitantes, el municipio de Franklin estaba compuesto por el 96,21 % blancos, el 0,47 % eran amerindios, el 2,84 % eran de otras razas y el 0,47 % eran de una mezcla de razas. Del total de la población el 7,58 % eran hispanos o latinos de cualquier raza.